# Charles de Morny
Charles Auguste Louis Joseph de Morny, Đệ nhất Công tước xứ Morny (Paris, 15–16 tháng 9 năm 1811 - Thụy Sĩ, 10 tháng 3 năm 1865) là một quý tộc và chính khách người Pháp. Ông là con trai ngoài giá thú của Vương hậu Hortense de Beauharnais với người tình của bà là Tướng Charles Joseph, có nghĩa là Hoàng đế Napoleon III của Đệ Nhị Đế chế Pháp là anh trai cùng mẹ khác cha của ông.

## Tiểu sử
Morny sinh ra ở Thụy Sĩ, và là con trai ngoài giá thú của Hortense de Beauharnais (vợ của vua Louis I của Holland) và người tình Charles Joseph, Comte de Flahaut, là em trai cùng mẹ khác cha của Hoàng đế Napoléon III và là cháu nội của Charles-Maurice de Talleyrand-Périgord. Khai sinh của ông đã được đăng ký hợp lệ trong một giấy chứng nhận gây hiểu nhầm, khiến ông trở thành con trai hợp pháp của Auguste Jean Hyacinthe Demorny, và sinh ra ở Paris vào ngày 23 tháng 10 năm 1811, và được mô tả là một chủ đất của Santo Domingo. M. Demorny trên thực tế là một sĩ quan trong quân đội Vương quốc Phổ.